# Temporada 2008 del fútbol femenino chileno
La Temporada 2008 del fútbol femenino chileno abarca todas las actividades relativas a campeonatos de fútbol profesional, nacionales e internacionales, disputados por las ramas femeninas de los clubes chilenos, y por las selecciones nacionales de este país, en sus categorías femeninas, durante 2008. 
Este año resulta especialmente relevante para el desarrollo de la variante femenina del fútbol chileno. Durante esta temporada, se comienza a disputar la primera liga nacional de fútbol femenino, a instancias de la gestión de Harold Mayne-Nicholls como presidente de la Federación de Fútbol de Chile, y con la participación de 14 clubes. Adicionalmente, cuatro estadios de Chile son completamente renovados con ocasión de la disputa del mundial femenino Sub-20, en el que la selección nacional de la categoría participa, bajo la dirección técnica de la española Marta Tejedor.

## Torneo local

### Tabla General 2008
Fecha de actualización: 18 de octubre de 2008 
| Pos | Equipo               | Pts | PJ | G  | E | P  | GF  | GC  | DIF  |
| --- | -------------------- | --- | -- | -- | - | -- | --- | --- | ---- |
| 1   | Everton              | 65  | 26 | 21 | 2 | 3  | 101 | 20  | 81   |
| 2   | Universidad de Chile | 64  | 26 | 20 | 4 | 2  | 143 | 21  | 122  |
| 3   | Ferroviarios         | 60  | 26 | 20 | 0 | 6  | 125 | 41  | 84   |
| 4   | Santiago Morning     | 57  | 26 | 18 | 3 | 5  | 115 | 28  | 87   |
| 5   | Unión La Calera      | 56  | 26 | 18 | 2 | 6  | 132 | 41  | 91   |
| 6   | Colo-Colo            | 56  | 26 | 18 | 2 | 6  | 116 | 28  | 88   |
| 7   | O´Higgins            | 32  | 26 | 10 | 2 | 14 | 53  | 71  | -18  |
| 8   | San Luis             | 32  | 25 | 10 | 2 | 14 | 60  | 79  | -19  |
| 9   | Provincial Osorno    | 27  | 26 | 8  | 3 | 15 | 58  | 63  | -5   |
| 10  | Audax Italiano       | 27  | 26 | 8  | 3 | 15 | 39  | 71  | -32  |
| 11  | San Felipe           | 26  | 26 | 8  | 2 | 16 | 36  | 99  | -63  |
| 12  | Unión Española       | 15  | 26 | 5  | 0 | 21 | 27  | 150 | -123 |
| 13  | Santiago Wanderers   | 10  | 26 | 3  | 1 | 22 | 17  | 123 | -106 |
| 14  | Melipilla            | 5   | 26 | 1  | 2 | 23 | 20  | 211 | -191 |

PJ = Partidos Jugados; G = Partidos Ganados; E = Partidos empatados; P = Partidos perdidos; GF = Goles a favor; GC = Goles en contra; DIF = Diferencia de goles; Pts = Puntos
|  | Campeón Primera División de fútbol femenino de Chile |

Campeón
| Everton 1º título |

## Selección nacional
Las Selecciones femeninas de fútbol participaron, en sus niveles juveniles, en torneos sudamericanos clasificatorios durante 2008.

### Selección nacional femenina sub-17
Sudamericano Sub-17
El Sudamericano 2008 sirvió de clasificación para el Mundial 2008 de la categoría, a jugarse en Nueva Zelanda, se disputó en Chile. La selección femenina Sub-17 de Chile no logró clasificar a la segunda fase, resultando 3° en la primera etapa. 
Primera fase
| Equipo | Pts | PJ | PG | PE | PP | GF | GC |
| ------ | --- | -- | -- | -- | -- | -- | -- |
| Chile  | 5   | 3  | 1  | 2  | 1  | 6  | 6  |

### Selección nacional femenina sub-20

#### Sudamericano Sub-20
El Sudamericano Sub-20 2008 (jugado en Brasil) sirvió de clasificación para el Mundial 2008 de la categoría, a disputarse en Chile durante 2008. A pesar de estar clasificada para dicho torneo, como organizadora, la selección nacional participó del sudamericano, resultando 4° en la Fase Final, luego de terminar en segundo puesto en la primera fase.

##### Primera fase
| Equipo | Pts | PJ | PG | PE | PP | GF | GC | Dif |
| ------ | --- | -- | -- | -- | -- | -- | -- | --- |
| Chile  | 7   | 4  | 2  | 1  | 1  | 9  | 4  | +5  |

##### Segunda fase
| Equipo | Pts | PJ | PG | PE | PP | GF | GC | Dif |
| ------ | --- | -- | -- | -- | -- | -- | -- | --- |
| Chile  | 0   | 3  | 0  | 0  | 3  | 4  | 10 | -6  |